# RC Vyškov
RC Vyškov (obecnie od nazwy sponsora JIMI RC Vyškov) – dawny czechosłowacki, a obecnie czeski klub rugby z siedzibą w Vyškovie, jedenastokrotny mistrz Czechosłowacji i dwukrotny mistrz Czech.
Męska drużyna obecnie występuje w czeskiej Extralidze i swoje mecze rozgrywa na stadionie Jana Navrátila.

## Historia
Klub został założony w 1952 r. z inicjatywy miejscowego nauczyciela, Miroslava Rinágla, jako sekcja klubu Jednota Slavoj Vyškov. W 1957 roku drużyna otrzymała swoje własne boisko, a rok później przystąpiła do ligowej rywalizacji. Rok 1960 przyniósł awans do najwyższej klasy rozgrywkowej. Po zmianie nazwy na TJ Vyškov w 1967 r. nastąpił złoty okres w historii klubu – w ciągu kolejnych trzynastu lat juniorzy jedenaście razy zostawali najlepszym zespołem kraju. Sukcesy te kontynuowane były w seniorskiej drużynie, która oprócz dwóch brązowych medali zdobywała tytuł mistrzów Czechosłowacji nieprzerwanie w latach 1974–1981. Dodatkowo dwukrotnie, w latach 1975 i 1980, klub zdominował krajowe rozgrywki, zwyciężając we wszystkich kategoriach wiekowych. W 1993 roku klub uniezależnił się przyjmując nazwę Rugby Club Vyškov, a od lutego 2001 r. zyskawszy sponsora generalnego występuje jako JIMI Rugby Club Vyškov.

### Historyczne nazwy klubu
- 1952–1966 Jednota Slavoj Vyškov
- 1967–1992 TJ Vyškov
- 1993–2000 Rugby Club Vyškov
- od 2001 JIMI Rugby Club Vyškov

### Prezesi klubu
- 1952–1954 Jaroslav Dusbaba
- 1955–1957 Jaroslav Hýbner
- 1958–1962 Miroslav Póč
- 1963–1967 Jiří Skřivánek
- 1968–1980 František Gregor
- 1981–1992 Miroslav Cupák
- 1993–1996 Zdeněk Piňous
- 1996–2000 Miroslav Šustek
- od 2001 Jiří Vinter

### Kapitanowie klubu
- 1952–1957 Bohumil Janča
- 1958–1959 Miroslav Cupák
- 1960–1964 Jiří Zbořil
- 1965–1975 Miloš Michálek
- 1976–1989 Zdeněk Mrazčinský
- 1990–1995 Milan Wognitsch
- 1996–1999 Miroslav Šustek
- 1999–2000 Miloš Šiler
- 2000–2002 Martin Hudák
- 2003–2007 Martin Snídal
- od 2008 Martin Hudák

## Sukcesy
- Mistrzostwo Czechosłowacji (11):  1974, 1975, 1976, 1977, 1978, 1979, 1980, 1981, 1985, 1989, 1991
- Mistrzostwo Czech (2):  1993, 1994

Mistrzowskie drużyny juniorskie:
- juniorzy: 1958, 1968, 1969, 1970, 1972, 1974, 1975, 1976, 1977, 1978, 1979, 1980, 1983, 1984, 1985, 1986, 1993
- kadeci: 1975, 1976, 1977, 1980, 1982, 1992, 1994
- żacy starsi: 1975, 1978, 1980, 1981, 1982, 1983, 1989, 1993, 1995
- żacy młodsi: 1986, 1992, 2005